# Virtual Railroad 2
Virtual Railroad 2 est un jeu vidéo de simulation ferroviaire développé par Software Untergrund et édité par Deep Silver, sorti en 2003 sur Windows.
Il fait suite à Virtual Railroad et a pour suite EEP Virtual Railroad 3.

## Accueil
- Jeux Vidéo Magazine : 4/20[1]